# Kwelweglengte
Kwelweglengte is een van de bepalende parameters bij het mechanisme piping en geeft de lengte van de weg die het kwelwater af moet leggen tussen het in- en uittredepunt.
Het in- en uittredepunt wordt vaak gemakshalve genomen in de binnen- en buitenteen van een dijk. Dit is een conservatieve benadering omdat bijvoorbeeld een afdekkende kleilaag het intredepunt naar buiten kan brengen, en een sloot aan de binnenzijde het uittredepunt juist verder naar binnen. Ook bij andere bouwkundige kunstwerken wordt gesproken over een kwelweglengte tussen een in- en uittredepunt.

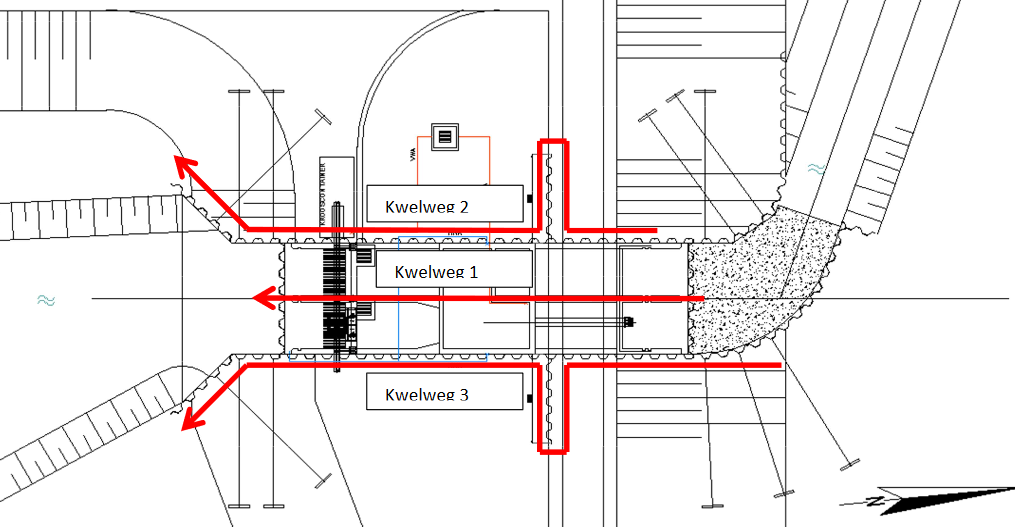
mogelijke kwelwegen onder en langs een gemaal

## Onderloopsheid
Bij een kunstwerk is de kwelweglengte voor onderloopsheid opgedeeld in een horizontale en verticale kwelweglengte.
Bij de aanwezigheid van kwelschermen kan voor de verticale kwelweg gerekend worden met de lengte van het scherm ten opzichte van de onderkant van de constructie. Deze lengte mag twee keer worden meegerekend omdat ervan uitgegaan wordt dat het water langs het scherm naar beneden stroomt en vervolgens weer langs het scherm omhoog en dan onder de constructie verder stroomt. Staan twee kwelschermen echter dicht bij elkaar dan kan een kortsluiting optreden. Dit betekent dat het water van het eerste scherm direct en horizontaal naar het tweede scherm stroomt. Dan mogen beide schermen maar enkel worden meegerekend.
De horizontale kwelweg mag alleen worden meegerekend voor die delen van de constructie met een fundering op staal. Hierbij stroomt het water tussen de constructie en de ondergrond door en ondervindt daarbij weerstand. Bij een fundering op palen kan zetting van de grond zijn opgetreden terwijl het kunstwerk is blijven staan. Hierdoor kan een spleet tussen de constructie en de ondergrond zijn ontstaan. Het water ondervindt dan geen weerstand meer en deze horizontale lengte mag dan ook niet worden meegerekend voor onderloopsheid.

## Achterloopsheid
Voor achterloopsheid geldt ook alleen een horizontale kwelweg. Deze kan echter wel een driedimensionale vorm hebben. Voor achterloopsheid wordt een directe lijn veronderdesteld tussen de hogere buitenwaterstand en de lage binnenwaterstand. In het verticale vlak kunnen ook hier schermen zijn aangebracht om de kwelweg te verlengen. Deze mogen, net als bij onderloopsheid, twee keer worden meegerekend.

## Berekenen van de minimale vereiste kwelweglengte
De noodzakelijke kwelweglengte (dus feitelijk maat van de kwelschermen) kan berekend worden met de formule van Lane  :

{\displaystyle \Delta H\leqslant \Delta H_{c}={\frac {{\frac {1}{3}}L_{h}+L_{v}}{c_{w,creep}}}}

 waarin

{\displaystyle \Delta H} verval over de grondconstructie (m)

{\displaystyle \Delta H_{c}} kritiek verval (m)

{\displaystyle L_{h}} de totale lengte van de horizontale delen van de kwelweg

{\displaystyle L_{v}} de totale lengte van de vertikale delen van de kwelweg

{\displaystyle c_{w,creep}} is een materiaalconstante, zie tabel hieronder.
| Grondsoort               | Mediane korreldiameter [μm] | {\displaystyle C_{w,creep}} (Lane) met {\displaystyle \gamma } = 1,0 |
| Uiterst fijn zand, silt  | < 105                       | 8,5                                                                  |
| Zeer fijn zand           | 105-150                     |                                                                      |
| Zeer fijn zand (mica)    |                             | 7                                                                    |
| Matig fijn zand (kwarts) | 150-210                     | 7                                                                    |
| Matig grof zand          | 210-300                     | 6                                                                    |
| Zeer/uiterst grof zand   | 300-2000                    | 5                                                                    |
| Fijn grind               | 2000-5600                   | 4                                                                    |
| Matig grof grind         | 5600-16000                  | 3,5                                                                  |
| Zeer grof grind          | >16000                      | 3                                                                    |

In bovenstaande figuur is de rode lijn de horizontale kwelweglengte